# Cryptopygus sphagneticola
Cryptopygus sphagneticola är en urinsektsart som först beskrevs av Linnaniemi 1912.  Cryptopygus sphagneticola ingår i släktet Cryptopygus och familjen Isotomidae. Inga underarter finns listade i Catalogue of Life.